# Харуп, Карен
Карен Маргрете Харуп Петерсен (дат. Karen Margrethe Harup Petersen; 20 ноября 1924, Skovshoved, Копенгаген — 9 июля 2009, Копенгаген) — датская пловчиха, чемпионка и двукратный серебряный призёр летних Олимпийских игр 1948 года.

## Биография
Карен Маргрете Харуп родилась в 1924 году в Гентофте. В 1937 году присоединилась к клубу Dansk Kvinde-Gymnastik. Во время Второй мировой войны в Дании бассейны были закрыты. На чемпионате Европы по водным видам спорта 1947 года Харуп победила на дистанциях 100 м на спине, 400 м вольным стилем и в эстафете 4×100 м вольным стилем в составе сборной Дании. На летних Олимпийских играх 1948 года она победила на дистанции 100 м на спине и завоевала серебряные медали на дистанции 400 м вольным стилем, уступив американке Энн Кёртис, и в эстафете 4×100 м вольным стилем в составе сборной Дании. Она установила 2 мировых рекорда.
На следующий год после Олимпийских игр Харуп завершила спортивную карьеру. В дальнейшем в течение пяти десятилетий работала тренером. В 1975 году она была включена в Зал Славы мирового плавания. Скончалась в 2009 году в Копенгагене на 85-м году жизни.